# Ton Engels

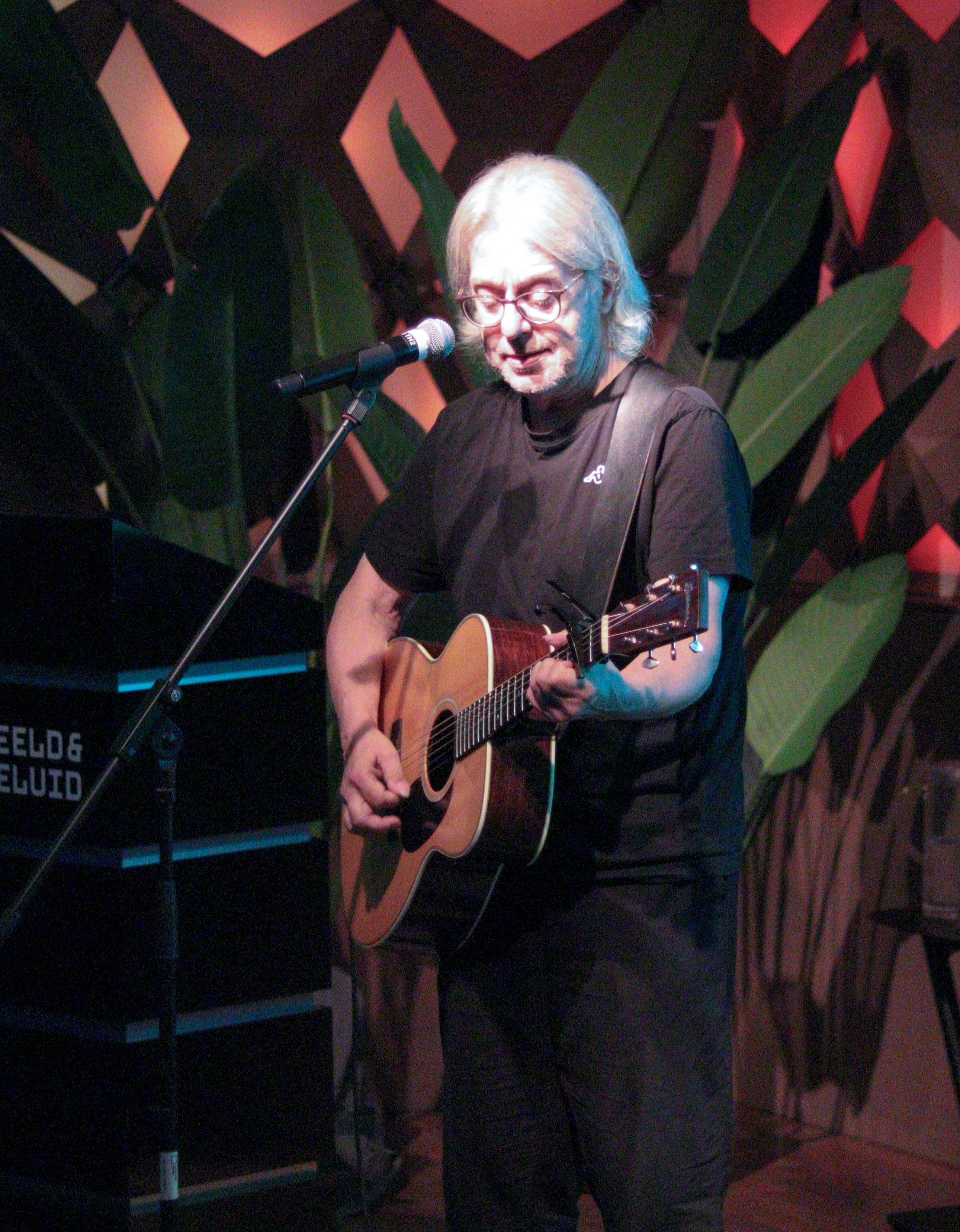
Ton Engels (2025)

Ton Engels (* 1952 in Helden-Panningen) ist ein niederländischer Gitarrist und Singer-Songwriter.

## Leben
Engels begann als Kind Gitarre zu spielen. 1977 nahm er in London für ein Album Stücke von Scott Joplin, gespielt auf der Gitarre, auf. Zwei Jahre später folgte mit eigener Band das Album A Picking Fool mit Kompositionen von Scott Joplin, Frank Zappa und Django Reinhardt.
1982 gründete er mit Cor Mutsers und René Creemers die Gruppe Blowbeat, die vor allem in Deutschland bekannt wurde und mit der er mehrere Alben aufnahm. 1995 spielte er das Album Plat ein, auf dem er Lieder im limburgischen Dialekt sang. 2000 unterrichtete er Songwriting an der Fontys Rock Academie in Tilburg. Im gleichen Jahr erschien das Album Wermer as Vandaag, dessen Songs er auf einer Livetournee durch die Niederlande mit Eric Coenen und Arthur Lijten vorstellte.
Seit 2002 arbeitet Engels mit der Sängerin Frédérique Spigt zusammen. 2004 gründete er das Plattenlabel Volcano Records und veröffentlichte sein Album Welkom Bej De Minse mit Kompositionen von Bertus Borgers, Pieter Douma und Hein Offermans und mehreren Streicherarrangements von Frans de Berg.
2006 entstand mit dem Pianisten und Komponisten Egbert Derix und dessen Searing Quartett das Album In Het Zuiden Opklaringen. 2007 wirkte er am Debütalbum des Singer-Songwriters Ian Annesson mit. Im gleichen Jahr nahm er mit der Begleitband De Medeplichtigen sein viertes Dialektalbum Wies merge auf, das neben eigenen Werken Songs von Tom Waits, Randy Newman und Bob Dylan enthält.

## Diskographie
- Advanced Guitar Playing Techniques, Soloalbum, 1977
- Ton Engels - A Picking Fool mit Cor Mutsers, Huub Martens, Collie Franssen, Jan van der Heijden, Joost Boerekamps, 1979
- Blowbeat - Hands Up!, 1985
- Blowbeat - Blowbeat, 1989
- Blowbeat - Chainsaw Melodies, 1992
- Plat mit Arthur Lijten, René Creemers, Jörg Lehnardt, Michel van Schie, 1995
- Wermer as Vandaag, 2000
- Welkom Bej De Minse, 2004
- Ton Engels und Egbert Derix - In Het Zuiden Opklaringen (mit Reyer Zwart und Arthur Lijten), 2006
- Blowbeat - Songs From The Crazy Planet, 2006
- Wies Merge, 2007
- Alles in de Grip, 2010